# شيلدون ماكليلان
شيلدون ماكليلان (بالإنجليزية: Sheldon McClellan)‏ مواليد 21 ديسمبر 1992 في هيوستن، هو لاعب كرة سلة أمريكي. بدأ مسيرته الاحترافية في سنة 2016. يلعب مع واشنطن ويزاردز في الرابطة الوطنية لكرة السلة. يحمل الرقم 9. يبلغ طوله 6 قدم 6 بوصة (2.0 م).

## إحصائيات المسيرة

### الموسم الاعتيادي
| السنة   | الفريق         | لعب | بدأ | دقيقة | ميداني% | ثلاثية | حرة  | ارتداد | صنع | استلاب | تصدي | نقطة |
| ------- | -------------- | --- | --- | ----- | ------- | ------ | ---- | ------ | --- | ------ | ---- | ---- |
| 2016–17 | واشنطن ويزاردز | 30  | 3   | 9.6   | .400    | .233   | .852 | 1.1    | .5  | .3     | .1   | 3.0  |
| المسيرة | المسيرة        | 30  | 3   | 9.6   | .400    | .233   | .852 | 1.1    | .5  | .3     | .1   | 3.0  |

### الأدوار الإقصائية
| السنة   | الفريق         | لعب | بدأ | دقيقة | ميداني% | ثلاثية | حرة   | ارتداد | صنع | استلاب | تصدي | نقطة |
| ------- | -------------- | --- | --- | ----- | ------- | ------ | ----- | ------ | --- | ------ | ---- | ---- |
| 2017 ‏   | واشنطن ويزاردز | 7   | 0   | 2.4   | .556    | .400   | 1.000 | .3     | .0  | .0     | .0   | 2.0  |
| المسيرة | المسيرة        | 7   | 0   | 2.4   | .556    | .400   | 1.000 | .3     | .0  | .0     | .0   | 2.0  |

## روابط خارجية
- شيلدون ماكليلان على موقع إن بي أي (الإنجليزية)
- شيلدون ماكليلان على موقع سبورتس رفرنس (الإنجليزية)
- شيلدون ماكليلان على موقع كرة السلة الأوروبية.كوم (الإنجليزية)
- شيلدون ماكليلان على موقع DraftExpress.com (الإنجليزية)
- شيلدون ماكليلان على موقع إي إس بي إن.كوم (الإنجليزية)
- شيلدون ماكليلان على موقع كلية كرة السلة في سبورتس رفرنس.كوم (الإنجليزية)
- شيلدون ماكليلان على موقع ريلجم (الإنجليزية)
- شيلدون ماكليلان على موقع بروبوليرز (الإنجليزية)
- شيلدون ماكليلان على موقع سبورتس رفرنس (الإنجليزية)